# Miastko (gmina)
Miastko – gmina miejsko-wiejska w województwie pomorskim, w powiecie bytowskim. W latach 1975–1998 gmina położona była w województwie słupskim.
W skład gminy wchodzi 30 sołectw: Biała, Bobięcino, Chlebowo, Czarnica, Dolsko, Dretyń, Dretynek-Trzcinno, Głodowo, Kamnica, Kawcze, Kwisno-Szydlice, Lubkowo, Miłocice, Okunino-Kowalewice, Pasieka, Piaszczyna, Popowice, Przęsin-Zadry, Role-Wiatrołom, Słosinko, Świeszyno, Świerzenko, Świerzno, Turowo, Tursko, Wałdowo, Wołcza Mała, Węgorzynko, Wołcza Wielka, Żabno.
Siedziba gminy to Miastko. Na terenie gminy znajduje się 1 miasto i 33 wsie.
Według danych z 1 stycznia 2008 gminę zamieszkiwało 19 609 osób. Natomiast według danych z 31 grudnia 2019 roku gminę zamieszkiwało 19 509 osób.

## Struktura powierzchni
Według danych z 1 stycznia 2008 gmina Miastko ma obszar 466,09 km², w tym:
- użytki rolne: 36,2%
- grunty leśne oraz zadrzewione i zakrzewione: 53,5%
- grunty pod wodami: 3,6%
- grunty zabudowane i zurbanizowane: 2,8%
- nieużytki: 3,7%
- inne: 0,2%

Gmina stanowi 21,29% powierzchni powiatu.

## Demografia

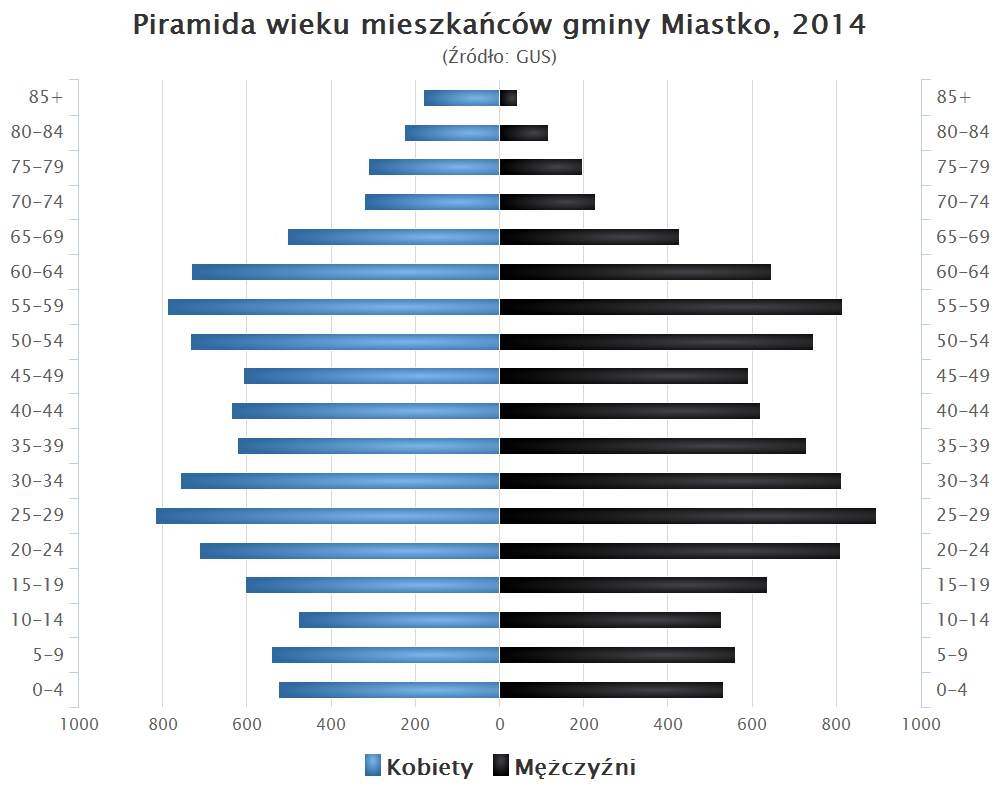
Piramida wieku mieszkańców gminy Miastko w 2014 roku

Dane z 1 stycznia 2008:
| Opis                                     | 2007   | Zmiany wobec 1999 r. |
| ---------------------------------------- | ------ | -------------------- |
| liczba ludności (osoby)                  | 19 609 | -1,2%                |
| gęstość zaludnienia (mieszk./km²)        | 42,1   | -0,9%                |
| obciążenie demograficzne                 | 54,1   | -22,5%               |
| przyrost naturalny (na 1000 mieszkańców) | 3,3    | 1,9                  |
| saldo migracji (na 1000 mieszkańców)     | -7,7   | -3                   |

Dane z 1 stycznia 2008:
| Opis                                                         | 2007 | Zmiany wobec 1999 r. |
| ------------------------------------------------------------ | ---- | -------------------- |
| wskaźnik zatrudnienia                                        | 25,0 | -8,2%                |
| liczba bezrobotnych                                          | 2026 | -29,4%               |
| odsetek bezrobotnych w liczbie ludności w wieku produkcyjnym | 15,9 | -8,6%                |

## Oświata
Przedszkola:
- Przedszkole nr 1
- Przedszkole nr 3 im. Przyjaciół Stumilowego Lasu
- Niepubliczne przedszkole "Kraina Puchatka"

Szkoły podstawowe:
- Szkoła Podstawowa nr 1 im. Mikołaja Kopernika
- Szkoła Podstawowa nr 2 im. Bolesława Chrobrego
- Szkoła Podstawowa nr 3 im. Jana Pawła II
- Szkoła Podstawowa im. Władysława Kowalskiego w Świerznie
- Szkoła Podstawowa przy ZS w Dretyniu
- Szkoła Podstawowa im. Kawalerów Orderu Uśmiechu w Wałdowie
- Szkoła Podstawowa im. ks prałata Zdzisława Jastrzębiec – Peszkowskiego w Słosinku
- Szkoła Podstawowa w Piaszczynie
- Szkoła Podstawowa w Kamnicy

Szkoły ponadpodstawowe:
- Zespół Szkół Ponadpodstawowych w Łodzierzy
- Zespół Szkół Ogólnokształcących i Technicznych w Miastku

Szkoła muzyczna:
- Szkoła Muzyczna I Stopnia im. Fryderyka Chopina

Szkoły dla dorosłych:
prowadzone przez Prywatne Centrum Edukacyjne MARMOŁOWSKI:
- Zaoczne Liceum Ogólnokształcące dla Dorosłych
- Zaoczne Uzupełniające Liceum Ogólnokształcące dla Dorosłych
- Szkoła policealna – kierunki:
  - technik informatyk
  - technik administracji
  - technik rachunkowości

## Komunikacja
- Linie kolejowe:
  - czynne: linia 405 Piła Główna – Ustka (przez Kawcze, Miastko, Słosinko)
  - nieczynne: linia 413 Człuchów – Słosinko
  - nieczynne, nieistniejące: Linia kolejowa Bytów – Miastko
- Drogi:
  - krajowe: 20: Stargard – Gdynia (przez Miłocice, Miastko, Piaszczynę); 21: Ustka – Miastko (przez Dretyń)
  - wojewódzkie: 206: Koszalin – Miastko (przez Kawcze, Świerzenko)

## Ochrona przyrody
Część gminy jest objęta prawną ochroną przyrody. W gminie istnieją dwa obszary chronionego krajobrazu: "Źródliskowy Obszar Brdy i Wieprzy" oraz "Jezioro Bobięcińskie Wielkie ze Skibską Górą", a także 17 pomników przyrody i 3 rezerwaty przyrody:
- Rezerwat przyrody Jezioro Kamień
- Rezerwat przyrody Jezioro Orle
- Rezerwat przyrody Jezioro Smołowe

## Sąsiednie gminy
Biały Bór, Kępice, Koczała, Kołczygłowy, Lipnica, Polanów, Trzebielino, Tuchomie

## Miejscowości w gminie
| Miejscowości podstawowe i ich integralne części w administracji gminy Miastko – obszar wiejski.                                                                                           | Miejscowości podstawowe i ich integralne części w administracji gminy Miastko – obszar wiejski. | Miejscowości podstawowe i ich integralne części w administracji gminy Miastko – obszar wiejski. | Miejscowości podstawowe i ich integralne części w administracji gminy Miastko – obszar wiejski. | Miejscowości podstawowe i ich integralne części w administracji gminy Miastko – obszar wiejski. |
| Nazwa | Rodzaj miejscowości                                                                             | Miejscowość podstawowa                                                                          | SIMC                                                                                            | Położenie geograficzne                                                                          |
| --- | ----------------------------------------------------------------------------------------------- | ----------------------------------------------------------------------------------------------- | ----------------------------------------------------------------------------------------------- | ----------------------------------------------------------------------------------------------- |
| Dobrocice | część wsi                                                                                       | Dolsko                                                                                          | 0747420                                                                                         | 54°02′08″N 17°06′09″E/54,035556 17,102500                                                       |
| Domaradz | część wsi                                                                                       | Dolsko                                                                                          | 0747437                                                                                         | 54°01′29″N 17°07′47″E/54,024722 17,129722                                                       |
| Białynia | część wsi                                                                                       | Głodowo                                                                                         | 0747532                                                                                         | 54°02′40″N 17°12′51″E/54,044444 17,214167                                                       |
| Gościmierz | część wsi                                                                                       | Dretynek                                                                                        | 0747466                                                                                         | 54°03′11″N 17°01′01″E/54,053056 17,016944                                                       |
| Błoga Góra | część wsi                                                                                       | Wałdowo                                                                                         | 0748052                                                                                         | 54°01′35″N 17°12′15″E/54,026389 17,204167                                                       |
| Topolna | część wsi                                                                                       | Dolsko                                                                                          | 0747443                                                                                         | 54°01′59″N 17°05′51″E/54,033056 17,097500                                                       |
| Popowiczki | część wsi                                                                                       | Popowice                                                                                        | 0747822                                                                                         | 54°03′50″N 17°11′34″E/54,063889 17,192778                                                       |
| Dąbki | część wsi                                                                                       | Dolsko                                                                                          | 1013967                                                                                         | 54°01′36″N 17°07′15″E/54,026667 17,120833                                                       |
| Korytka | część wsi                                                                                       | Znakowo                                                                                         | 0747800                                                                                         | 54°01′11″N 17°12′24″E/54,019722 17,206667                                                       |
| Czarniczka | część wsi                                                                                       | Turowo                                                                                          | 0748023                                                                                         | 54°05′32″N 17°09′49″E/54,092222 17,163611                                                       |
| Stachowo | osada                                                                                           | Kwisno                                                                                          | 0747644                                                                                         | 54°02′25″N 17°06′17″E/54,040278 17,104722                                                       |
| Studnica | osada                                                                                           | Kamnica                                                                                         | 0747578                                                                                         | 54°02′22″N 16°54′45″E/54,039444 16,912500                                                       |
| Wołcza Wielka | osada                                                                                           | Wołcza Wielka                                                                                   | 1013980                                                                                         | 53°59′21″N 16°55′30″E/53,989167 16,925000                                                       |
| Łąkoć | osada                                                                                           | Słosinko                                                                                        | 0747928                                                                                         | 53°55′44″N 16°54′33″E/53,928889 16,909167                                                       |
| Przeradz | osada                                                                                           | Przeradz                                                                                        | 0747839                                                                                         | 53°55′00″N 16°58′22″E/53,916667 16,972778                                                       |
| Suchodębie | osada                                                                                           | Przeradz                                                                                        | 1065378                                                                                         | 53°54′45″N 16°56′33″E/53,912500 16,942500                                                       |
| Potok | osada                                                                                           | Wiatrołom                                                                                       | 0748141                                                                                         | 54°08′28″N 17°10′26″E/54,141111 17,173889                                                       |
| Ponikła | osada                                                                                           | Role                                                                                            | 0747868                                                                                         | 54°07′07″N 17°07′43″E/54,118611 17,128611                                                       |
| Gołębsko | osada                                                                                           | Gatka                                                                                           | 0747503                                                                                         | 54°01′56″N 16°52′28″E/54,032222 16,874444                                                       |
| Biała | osada                                                                                           | Biała                                                                                           | 1013944                                                                                         | 54°04′51″N 16°48′06″E/54,080833 16,801667                                                       |
| Klęczkowo | osada                                                                                           | Kamnica                                                                                         | 1013973                                                                                         | 53°59′21″N 16°51′01″E/53,989167 16,850278                                                       |
| Grądzień | osada                                                                                           | Wałdowo                                                                                         | 0748075                                                                                         | 54°02′13″N 17°07′58″E/54,036944 17,132778                                                       |
| Obrowo | osada                                                                                           | Trzcinno                                                                                        | 0748000                                                                                         | 54°03′08″N 17°05′15″E/54,052222 17,087500                                                       |
| Jeżewsko | osada                                                                                           | Świerzenko                                                                                      | 0747940                                                                                         | 54°05′48″N 16°52′31″E/54,096667 16,875278                                                       |
| Kamnica | osada                                                                                           | Kamnica                                                                                         | 0747555                                                                                         | 54°01′02″N 16°53′26″E/54,017222 16,890556                                                       |
| Łodzierz | osada                                                                                           | Węgorzynko                                                                                      | 0748112                                                                                         | 54°01′18″N 16°56′58″E/54,021667 16,949444                                                       |
| Lipczyno | osada                                                                                           | Pasieka                                                                                         | 0747733                                                                                         | 53°58′28″N 17°01′43″E/53,974444 17,028611                                                       |
| Kawczyn | osada                                                                                           | Kawcze                                                                                          | 0747609                                                                                         | 54°05′17″N 16°52′59″E/54,088056 16,883056                                                       |
| Krzeszewo | osada                                                                                           | Kamnica                                                                                         | 0747561                                                                                         | 53°58′46″N 16°52′28″E/53,979444 16,874444                                                       |
| Kołacin | osada                                                                                           | Wołcza Mała                                                                                     | 0748164                                                                                         | 53°58′01″N 16°54′56″E/53,966944 16,915556                                                       |
| Olszewiec | osada                                                                                           | Wiatrołom                                                                                       | 0748135                                                                                         | 54°07′46″N 17°11′42″E/54,129444 17,195000                                                       |
| Chlebowo | osada                                                                                           | Pasieka                                                                                         | 0747727                                                                                         | 53°59′43″N 17°02′46″E/53,995278 17,046111                                                       |
| Okuninko | osada                                                                                           | Okunino                                                                                         | 0747704                                                                                         | 54°04′06″N 16°55′22″E/54,068333 16,922778                                                       |
| Łaziska | osada                                                                                           | Słosinko                                                                                        | 0747911                                                                                         | 53°55′54″N 16°55′04″E/53,931667 16,917778                                                       |
| Przemkowo | osada                                                                                           | Wołcza Wielka                                                                                   | 0748193                                                                                         | 53°58′16″N 16°52′50″E/53,971111 16,880556                                                       |
| Zajączkowo | osada                                                                                           | Wołcza Wielka                                                                                   | 0748201                                                                                         | 53°58′25″N 16°53′04″E/53,973611 16,884444                                                       |
| Gomole | osada                                                                                           | Piaszczyna                                                                                      | 0747785                                                                                         | 54°01′56″N 17°09′16″E/54,032222 17,154444                                                       |
| Byczyna | osada                                                                                           | Węgorzynko                                                                                      | 0748106                                                                                         | 54°02′57″N 16°57′43″E/54,049167 16,961944                                                       |
| Cisy | osada                                                                                           | Kowalewice                                                                                      | 0747621                                                                                         | 54°03′57″N 16°58′52″E/54,065833 16,981111                                                       |
| Borzykowo | osada                                                                                           | Piaszczyna                                                                                      | 0747762                                                                                         | 54°02′04″N 17°09′35″E/54,034444 17,159722                                                       |
| Domanice | osada                                                                                           | Słosinko                                                                                        | 0747905                                                                                         | 53°56′03″N 16°56′31″E/53,934167 16,941944                                                       |
| Cicholas | osada                                                                                           | Wołcza Wielka                                                                                   | 0748187                                                                                         | 53°58′13″N 16°54′33″E/53,970278 16,909167                                                       |
| Węglewo | osada                                                                                           | Miłocice                                                                                        | 0747680                                                                                         | 53°56′19″N 16°54′52″E/53,938611 16,914444                                                       |
| Trzebieszyno | osada                                                                                           | Pasieka                                                                                         | 0747740                                                                                         | 53°59′07″N 16°59′58″E/53,985278 16,999444                                                       |
| Ostrowo | osada                                                                                           | Głodowo                                                                                         | 0747549                                                                                         | 54°02′56″N 17°10′50″E/54,048889 17,180556                                                       |
| Czarnica | osada                                                                                           | Wałdowo                                                                                         | 0748069                                                                                         | 54°04′45″N 17°09′40″E/54,079167 17,161111                                                       |
| Świeszynko | osada                                                                                           | Świeszyno                                                                                       | 0747970                                                                                         | 54°00′05″N 17°04′38″E/54,001389 17,077222                                                       |
| Męciny | osada                                                                                           | Wałdowo                                                                                         | 0748081                                                                                         | 54°04′47″N 17°08′41″E/54,079722 17,144722                                                       |
| Cieszanowo | osada                                                                                           | Piaszczyna                                                                                      | 0747779                                                                                         | 54°01′44″N 17°08′20″E/54,028889 17,138889                                                       |
| Toczeń | osada                                                                                           | Kamnica                                                                                         | 0747584                                                                                         | 53°59′48″N 16°53′16″E/53,996667 16,887778                                                       |
| Klewno | osada leśna                                                                                     | Trzcinno                                                                                        | 0747992                                                                                         | 54°03′54″N 17°03′00″E/54,065000 17,050000                                                       |
| Łosośniki | osada leśna                                                                                     | Dretyń                                                                                          | 0747489                                                                                         | 54°03′36″N 17°00′17″E/54,060000 17,004722                                                       |
| Czaplino | osada leśna                                                                                     | Dretyń                                                                                          | 1013950                                                                                         | 54°04′21″N 17°02′26″E/54,072500 17,040556                                                       |
| Dretynek | wieś                                                                                            |                                                                                                 | 0747450                                                                                         | 54°03′02″N 17°01′24″E/54,050556 17,023333                                                       |
| Bobięcino | wieś                                                                                            |                                                                                                 | 0747408                                                                                         | 54°01′10″N 16°49′58″E/54,019444 16,832778                                                       |
| Kawcze | wieś                                                                                            |                                                                                                 | 0747590                                                                                         | 54°04′22″N 16°52′49″E/54,072778 16,880278                                                       |
| Biała | wieś                                                                                            |                                                                                                 | 0747390                                                                                         | 54°05′33″N 16°49′55″E/54,092500 16,831944                                                       |
| Dolsko | wieś                                                                                            |                                                                                                 | 0747414                                                                                         | 54°01′04″N 17°06′11″E/54,017778 17,103056                                                       |
| Gatka | wieś                                                                                            |                                                                                                 | 0747495                                                                                         | 54°02′43″N 16°53′59″E/54,045278 16,899722                                                       |
| Głodowo | wieś                                                                                            |                                                                                                 | 0747526                                                                                         | 54°02′36″N 17°12′14″E/54,043333 17,203889                                                       |
| Dretyń | wieś                                                                                            |                                                                                                 | 0747472                                                                                         | 54°06′16″N 16°58′58″E/54,104444 16,982778                                                       |
| Świerzenko | wieś                                                                                            |                                                                                                 | 0747934                                                                                         | 54°05′02″N 16°51′14″E/54,083889 16,853889                                                       |
| Żabno | wieś                                                                                            |                                                                                                 | 0747880                                                                                         | 54°06′25″N 17°07′47″E/54,106944 17,129722                                                       |
| Znakowo | wieś                                                                                            |                                                                                                 | 0747791                                                                                         | 54°01′36″N 17°12′19″E/54,026667 17,205278                                                       |
| Zadry | wieś                                                                                            |                                                                                                 | 0748218                                                                                         | 54°00′35″N 17°05′57″E/54,009722 17,099167                                                       |
| Wołcza Wielka | wieś                                                                                            |                                                                                                 | 0748170                                                                                         | 53°59′28″N 16°55′29″E/53,991111 16,924722                                                       |
| Wołcza Mała | wieś                                                                                            |                                                                                                 | 0748158                                                                                         | 53°58′33″N 16°56′48″E/53,975833 16,946667                                                       |
| Wiatrołom | wieś                                                                                            |                                                                                                 | 0748129                                                                                         | 54°08′21″N 17°08′55″E/54,139167 17,148611                                                       |
| Węgorzynko | wieś                                                                                            |                                                                                                 | 0748098                                                                                         | 54°02′10″N 17°00′07″E/54,036111 17,001944                                                       |
| Wałdowo | wieś                                                                                            |                                                                                                 | 0748046                                                                                         | 54°03′31″N 17°09′38″E/54,058611 17,160556                                                       |
| Tursko | wieś                                                                                            |                                                                                                 | 0748030                                                                                         | 54°07′17″N 16°56′42″E/54,121389 16,945000                                                       |
| Turowo | wieś                                                                                            |                                                                                                 | 0748017                                                                                         | 54°05′36″N 17°10′45″E/54,093333 17,179167                                                       |
| Trzcinno | wieś                                                                                            |                                                                                                 | 0747986                                                                                         | 54°05′14″N 17°04′06″E/54,087222 17,068333                                                       |
| Pasieka | wieś                                                                                            |                                                                                                 | 0747710                                                                                         | 53°58′59″N 16°59′08″E/53,983056 16,985556                                                       |
| Świerzno | wieś                                                                                            |                                                                                                 | 0747957                                                                                         | 54°04′18″N 16°50′46″E/54,071667 16,846111                                                       |
| Kowalewice | wieś                                                                                            |                                                                                                 | 0747615                                                                                         | 54°03′37″N 16°59′05″E/54,060278 16,984722                                                       |
| Szydlice | wieś                                                                                            |                                                                                                 | 0747650                                                                                         | 54°03′07″N 17°06′25″E/54,051944 17,106944                                                       |
| Słosinko | wieś                                                                                            |                                                                                                 | 0747897                                                                                         | 53°56′38″N 16°59′07″E/53,943889 16,985278                                                       |
| Role | wieś                                                                                            |                                                                                                 | 0747851                                                                                         | 54°06′42″N 17°08′45″E/54,111667 17,145833                                                       |
| Przęsin | wieś                                                                                            |                                                                                                 | 0747845                                                                                         | 54°00′39″N 17°02′10″E/54,010833 17,036111                                                       |
| Pożyczki | wieś                                                                                            |                                                                                                 | 0747874                                                                                         | 54°06′07″N 17°08′40″E/54,101944 17,144444                                                       |
| Popowice | wieś                                                                                            |                                                                                                 | 0747816                                                                                         | 54°04′17″N 17°11′31″E/54,071389 17,191944                                                       |
| Piaszczyna | wieś                                                                                            |                                                                                                 | 0747756                                                                                         | 54°01′20″N 17°10′15″E/54,022222 17,170833                                                       |
| Okunino | wieś                                                                                            |                                                                                                 | 0747696                                                                                         | 54°03′59″N 16°56′59″E/54,066389 16,949722                                                       |
| Miłocice | wieś                                                                                            |                                                                                                 | 0747673                                                                                         | 53°57′18″N 16°55′59″E/53,955000 16,933056                                                       |
| Malęcino | wieś                                                                                            |                                                                                                 | 0747510                                                                                         | 54°02′43″N 16°51′37″E/54,045278 16,860278                                                       |
| Lubkowo | wieś                                                                                            |                                                                                                 | 0747667                                                                                         | 54°02′55″N 17°02′43″E/54,048611 17,045278                                                       |
| Kwisno | wieś                                                                                            |                                                                                                 | 0747638                                                                                         | 54°04′49″N 17°07′06″E/54,080278 17,118333                                                       |
| Świeszyno | wieś                                                                                            |                                                                                                 | 0747963                                                                                         | 53°58′59″N 17°04′12″E/53,983056 17,070000                                                       |
| Źródła: Wykaz urzędowych nazw miejscowości i ich części (xls),Dz.U. z 2013 r. poz. 200 oraz Dz.U. z 2015 r. poz. 1636, Zbiory danych państwowego rejestru nazw geograficznych -2025-06-15 |                                                                                                 |                                                                                                 |                                                                                                 |                                                                                                 |

## Warunki naturalne
Rzeźba terenu silnie zróżnicowana, silnie zalesiona (49,6% powierzchni gminy). Dominują drzewostany iglaste, stanowiące ponad 75%. Ponad połowa wszystkich gleb gminy Miastko należy do V i VI klasy bonitacyjnej.
Najbardziej charakterystyczną cechą krajobrazu gminy Miastko jest wielka liczba jezior, wśród których 28 ma powierzchnię ponad 10 ha, 48 liczy ponad 1 ha, a mniejszych jest ponad 100. Wśród nich znajdują się głównie polodowcowe jeziora rynnowe, morenowe i lobeliowe. Na terenie gminy znajduje się największe w Polsce jezioro lobeliowe – Bobięcińskie Wielkie.
Jedne z większych wzniesień to Skibska Góra i Rozwaliny na zachodnich krańcach gminy.

## Zabytki
- Miastko: późnobarokowy kościół ewangelicki, obecnie parafialny rzymskokatolicki pw. NMP Wspomożenia Wiernych z 1730 i dom z 1905[5].
- Bobięcino: pałac z 1825.
- Kamnica: pałac z początku XX wieku.
- Kawcze: dworek z XIX wieku.
- Łodzierz: dwór z początku XX wieku.
- Miłocice: kościół parafialny pw. Św. Michała Archanioła z 1771 i pałac z przełomu XIX/XX wieku.
- Role: dwór z XIX wieku.
- Słosinko: zespół dworsko – folwarczny z XIX wieku.
- Świerzenko: pałac z przełomu XIX/XX wieku.
- Świerzno: barokowy kościół parafialny pw. Niepokalanego Serca NMP z 1710.
- Świeszyno: dwór z XIX wieku.
- Trzcinno: pałac z początku XX wieku i zespół budowli gospodarczych z XIX wieku.
- Tursko: pałac z początku XX wieku i dwór szachulcowy z przełomu XVIII/XIX wieku.
- Wałdowo: kościół szachulcowy pw. Św. Stanisława Kostki z 1716.
- Wołcza Mała: dwór ziemski z XIX wieku.
- Wołcza Wielka: dwór ziemski z początku XIX wieku i neoromański kościół ewangelicko augsburski z końca XIX wieku.